# Белая богиня
«Белая богиня. Историческая грамматика поэтической мифологии» (The White Goddess: a Historical Grammar of Poetic Myth) — мифологический трактат Роберта Грейвса, увидевший свет в 1948 году. Дополненные и пересмотренные издания вышли в 1952 и 1961 гг. В основе книги лежат очерки, опубликованные Грейвсом в журнале Wales.
Наряду с сочинениями Марии Гимбутас о Старой Европе, книга Грейвса легла в основу культа Триединой богини у виккан.

## Содержание
Грейвс различает за образами самых разных богинь — кельтских, германских, греческих, семитских — некий единый образ богини-матери. За всеми мифологиями, по Грейвсу, стоит Белая богиня — божество рождения, любви и смерти. Этим трём формам соответствуют три фазы Луны. Из ритуального почитания богини рождается «истинная» поэзия. Любой поэт — своего рода жрец этой вечной женственности.

## Критика
По словам Хорхе Луиса Борхеса, книга Грейвса «претендует на роль первой грамматики поэтического языка», ядро которого составляет мифология. Однако на самом деле это «великолепный миф, то ли отысканный Грейвсом, то ли Грейвсом придуманный» в стремлении «вернуть поэзию к её магическим истокам».
Критики, признавая поэтическую ценность работы, отмечали использование устаревших источников и невысокую научную ценность выводов.
Грейвс, в свою очередь, был разочарован тем, что его работа была проигнорирована многими учёными, специализирующимися на изучении кельтов, и обвинял критиков в неспособности психологической интерпретации мифа.
В дальнейшем работа приобрела особую популярность у неакадемических исследователей кельтского язычества и одновременно послужила источником распространённых заблуждений.